# Dorzolamid
Dorzolamid (łac. dorzolamidum) – lek obniżający ciśnienie wewnątrzgałkowe, stosowany miejscowo w okulistyce. Hamuje aktywność anhydrazy węglanowej typu II w nabłonku ciała rzęskowego, zmniejszając tym samym przezbłonowy transport jonów dwuwęglanowych. W konsekwencji do wnętrza gałki ocznej przechodzi mniejsza ilość płynu.

## Wskazania
- jaskra z otwartym kątem przesączania
- nadciśnienie wewnątrzgałkowe

## Przeciwwskazania
- nadwrażliwość na lek
- zaburzenia czynności wątroby i nerek
- jaskra z zamkniętym kątem przesączania
- niedoczynność tarczycy
- wysokie stężenie chloru w surowicy krwi

## Działania niepożądane
- pieczenie, łzawienie i kłucie oczu
- zaczerwienienie i ból oczu
- zaburzenia widzenia
- zmęczenie oka
- zapalenie spojówek
- zapalenie powiek
- bóle i zawroty głowy
- gorzki smak w ustach
- skórne reakcje alergiczne
- zwolnienie czynności serca
- duszność

## Preparaty proste
- Dorzoma Mono - krople do oczu
- Trusopt – krople do oczu 2%
- Rozalin – krople do oczu 2%

## Dawkowanie
Dospojówkowo. Dawkę oraz częstotliwość przyjmowania leku ustala lekarz. Zwykle 1 kropla do worka spojówkowego chorego oka 3 razy na dobę.